# John Hornbech Christensen
John Hornbech Christensen er  en dansk erhvervsleder fra Aarhus. Han har siden 2018 været kædedirektør for Fakta A/S. Han har tillige udmærket sig som ultraløber.
Før ansættelsen hos Fakta var Hornbech Christensen tidligere nordisk salgsdirektør i Kvik Køkkener og bad. Før da salgsdirektør i SuperBrugsen og tillige 7 år som varehuschef i IKEA Danmark A/S og IKEA Norge AS har han også på CV'et.
Mens tidligere kædedirektør for Fakta, Stina Glavind, var på barselsorlov, var John Hornbech Christensen indsat som konstitueret direktør for Fakta, men da Stina Glavind efter sin barselsorlov overtog posten som koncerdirektør for Coop, blev Hornbech Christensen ansat som ny kædedirektør (administrerende direktør) for Fakta.

## Ultraløb
John Hornbech Christensen har pr. 2020 gennemført 25 internationale ultraløb og 32 maratonløb siden 2007. Løbekarrieren startede i januar 2007 med det første maratonløb i Holstebro. Siden hen er det (pr. 2020) blevet til 32 maratonløb, 5x 6-timers løb, 4x 80 km løb (Paris ECO trail), 4x 100 miles løb (160,9 km), 4x 100 km løb, 3x 24 timers løb (160-200 km), 4x 220 km (Ultrabalaton i Ungarn). I 2014 gennemførte Hornbech Christensen en af verdens største ultraløb på 246 km fra Athen til Sparta. Løbet kaldes Spartathlon og afholdes hvert år i slutning af september. Løbet starter kl. 7.00 fra Akropolis. Man har max. 36 timer til at gennemføre løbet i. Der er 75 checkpoint undervejs, som skal passeres inden for tidsgrænsen, hvis man vil undgå at udgå. Man passerer endvidere to store bjerge, inden man når til målbyen Sparta. Der er kun ganske få danskere, der har gennemført løbet.